# Canidia giesberti
Canidia giesberti là một loài bọ cánh cứng trong họ Cerambycidae.